# Seleniato de sodio

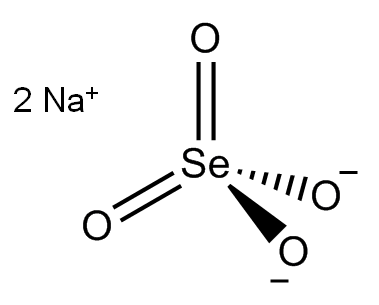
Seleniato de sodio

El seleniato de sodio es un compuesto químico. Su fórmula química es Na2SeO4. Contiene iones de sodio y selenato.

## Propiedades
El seleniato de sodio es un sólido blanco. Es un fuerte agente oxidante. Se disuelve fácilmente en agua.

## Preparación
El seleniato de sodio se obtiene haciendo reaccionar hidróxido de sodio con ácido selénico.

## Usos
El seleniato de sodio se utiliza como suplemento mineral.

## Seguridad
El seleniato de sodio es muy tóxico en cantidades muy pequeñas.
- Datos: Q419488
- Multimedia: Sodium selenate / Q419488